# Neocalyptrocalyx maroniensis
Neocalyptrocalyx maroniensis är en kaprisväxtart som först beskrevs av Raymond Benoist, och fick sitt nu gällande namn av Cornejo och Iltis. Neocalyptrocalyx maroniensis ingår i släktet Neocalyptrocalyx och familjen kaprisväxter. Inga underarter finns listade i Catalogue of Life.